# Handelsforter i Ghana
Handelsforter i Ghana er en samlebetegnelse for en række verdensarvs-fortidsminder i det vestafrikanske land Ghana, bestående af 9 forter og 2 slotte. Disse 11 anlæg er kun et udvalg af det samlede antal af sådanne forter. Anlæggene er spor efter europæisk arkitektur, og repræsenterer et materielt minde om den før-koloniale tid på Guldkysten, dengang europæere og afrikanere udviklede handelsforbindelser til gensidig nytte. Fredelig handel vekslede med våbenbrug; her blev der indgået mange forskellige alliancer fra 1400-tallet til 1800-tallet.
Handelsforterne var særlig knyttet til slavehandel og trekantshandel. Europæiske slaveskibe trafikerede en rute som startede i europæiske havne med kurs mod handelsforter i Afrika, for så at sejle over Atlanterhavet til Amerika eller Karibien, og til slut tilbage til Europa. Sejlskibene udnyttede vind og strøm effektivt på denne måde, og de havde last på alle tre etaper. Våben og andre varer blev transporteret fra Europa til Afrika, slaver var hovedlast vestover til Amerika, og sukker var vigtigste last tilbage til Europa.
Listen over handelsforter er opstillet af UNESCO i 1979, og er ikke komplet.
De fleste forter er bygget af briter, franskmænd, nederlændere, portugisere og danskere, men her er også spor efter den kortvarige svenske koloniaktivitet fra 1649-58 og 1660-63: Den svenske Guldkyst.
Danmark, eller Danmark-Norge havde 6 såkaldte handelsforter på Guldkysten, og ingen af disse er med på UNESCOs liste. Det vigtigste danske fort var Christiansborg (fort), som i dag ligger i Accra, Ghanas hovedstad, og blev, indtil 2013 brugt til regeringskontorer.

## UNESCOs liste fra 1979
- Elmina Castle, Elmina
- Fort Saint Antony, Axim
- English Fort (Fort Vrendenburg), Komenda
- Fort Metal Cross, Dixcove
- Fort San Sebastian, Shama
- Fort Batenstein, Butri
- Fort St. Jago (Fort Conraadsburg), Elmina
- Fort Amsterdam, Abandze
- Fort Patience (Fort Leysaemhyt), Apam
- Cape Coast Castle, Cape Coast
- Fort Good Hope (Fort Goedehoop), Senya Beraku

## Andre handelsforter
- Christiansborg (fort),
- Fredensborg (fort)